# Sigsbeia sexradiata
Sigsbeia sexradiata är en ormstjärneart som beskrevs av Jean Baptiste François René Koehler 1914. Sigsbeia sexradiata ingår i släktet Sigsbeia och familjen Hemieuryalidae. Inga underarter finns listade i Catalogue of Life.